# Райффенштайн, Джордж
Джордж Пэттен Райффенштайн (англ. George Patten Reiffenstein; 17 марта 1883, Карлтон (Онтарио) — 9 июня 1932, Уитби, Онтарио) — канадский гребец, серебряный призёр летних Олимпийских игр 1904.
На Играх 1904 в Сент-Луисе Райффенштайн участвовал только в соревнованиях восьмёрок. Его команда заняла второе место и выиграла серебряные медали.